# Жданов, Константин Валерьевич
Константин Валерьевич Жданов (род. 14 февраля 1968 года, Уфа, БАССР, СССР) — российский учёный-инфекционист, полковник медицинской службы (в отставке), директор ФГБУ ДНКЦИБ ФМБА России, главный внештатный специалист по инфекционным болезням комитета по здравоохранению Санкт-Петербурга, член-корреспондент РАН (2016), заслуженный деятель науки Российской Федерации (2021).

## Биография
Родился 14 февраля 1968 года в Уфе, отец — Валерий Павлович Жданов, известный инфекционист, организатор военного и гражданского здравоохранения.
В 1991 году с отличием окончил Военно-медицинскую академию имени С. М. Кирова, после завершения учёбы был зачислен в адъюнктуру на кафедре инфекционных болезней.
С 1991 по 2023 гг работал на кафедре инфекционных болезней ВМА, где прошёл путь от адъюнкта до начальника кафедры (с 2009 года).
С 25 октября 2023 года директор ФГБУ ДНКЦИБ ФМБА России.
В 2000 году защитил докторскую диссертацию на тему «Латентные формы вирусных гепатитов В и С у лиц молодого возраста».
В 2016 году избран членом-корреспондентом РАН.
В 2021 году присвоено почётное звание заслуженного деятеля науки Российской Федерации.

## Научная деятельность
Под руководством Константина Валерьевича, являющегося крупным экспертом в области вирусных гепатитов, на кафедре инфекционных болезней (с курсом медицинской паразитологии и тропических заболеваний) ВМедА им. С.М. Кирова была создана научная гепатологическая школа, которая развивается и по сей день. Помимо этого, кроме вирусных гепатитов, велись исследования и других социально значимых инфекций, особенно ВИЧ-инфекция. Также активно изучались острые кишечные инфекции, нарушения микробиоценоза кишечника, грипп, аденовирусная, менингококковая инфекции, паразитозы и тропические заболевания.
Член редакционной коллегии журналов «Вестник Российской Военно-Медицинской Академии», «Журнал инфектологии».
Является членом международных и отечественных организаций, таких как "Евро-азиатское общество по инфекционным болезням" (вице-президент), "Европейская ассоциация по изучению печени (EASL)", "Американская ассоциация по изучению болезней печени (AASLD)", "Международное общество по инфекционным болезням (ISID)", "Международное общество по вакцинации (ISV)", "Национальное общество по инфекционным болезням" (член президиума).
Действующий член ученого и диссертационного советов при ФГБВОУ ВО «Военно-медицинская академия имени С.М. Кирова» МО РФ.
Автор более 440 научных и учебно-методических трудов, в том числе руководства и учебника по инфекционным болезням, серии справочников и монографий.
Под его руководством защищено 3 докторских и 22 кандидатских диссертаций.

## Награды
- Медаль ордена «За заслуги перед Отечеством» II степени
- Медаль «За воинскую доблесть» I степени
- Медаль «За отличие в военной службе» III, II и I степени
- Медаль «За укрепление боевого содружества»
- Медаль «За достижения в области развития инновационных технологий»
- Медаль «За заслуги перед отечественным здравоохранением»
- Благодарность Президента Российской Федерации
- Заслуженный деятель науки Российской Федерации